# Montrose Avenue
Montrose Avenue è una fermata della metropolitana di New York situata sulla linea BMT Canarsie. Nel 2019 è stata utilizzata da 1 933 886 passeggeri. È servita dalla linea L, attiva 24 ore su 24.

## Storia
La stazione fu aperta il 30 giugno 1924.

## Strutture e impianti
La stazione è sotterranea, ha due banchine laterali e due binari. È posta al di sotto di Bushwick Avenue e possiede due ingressi all'incrocio con Montrose Avenue, uno nell'angolo nord-est e uno in quello nord-ovest.

## Interscambi
La stazione è servita da alcune autolinee gestite da NYCT Bus.
- Fermata autobus